# Rhomberg (Dornbirn)

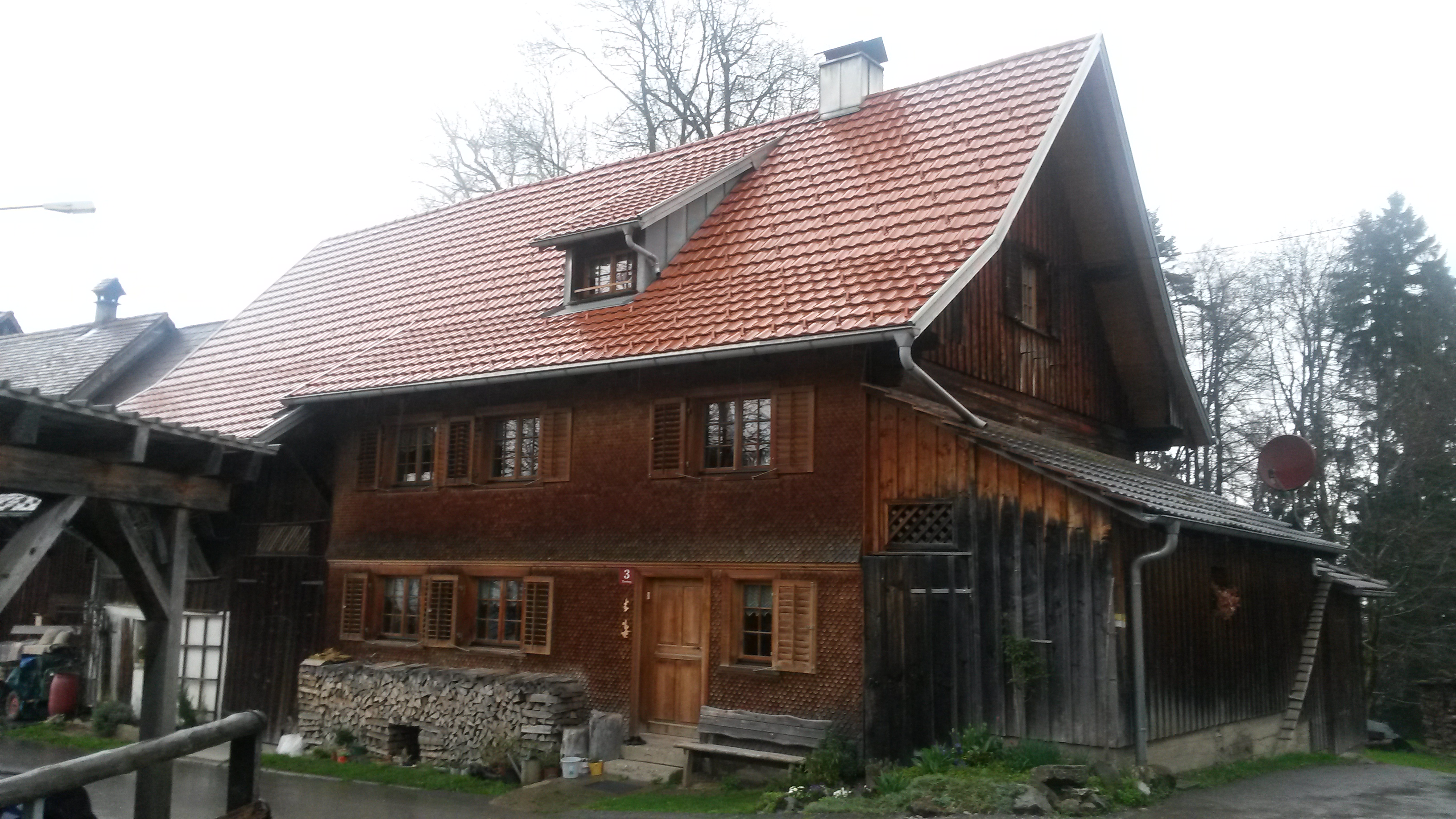
Haus Romberg Nr. 3 in der Rotte Rhomberg ob Dornbirn.

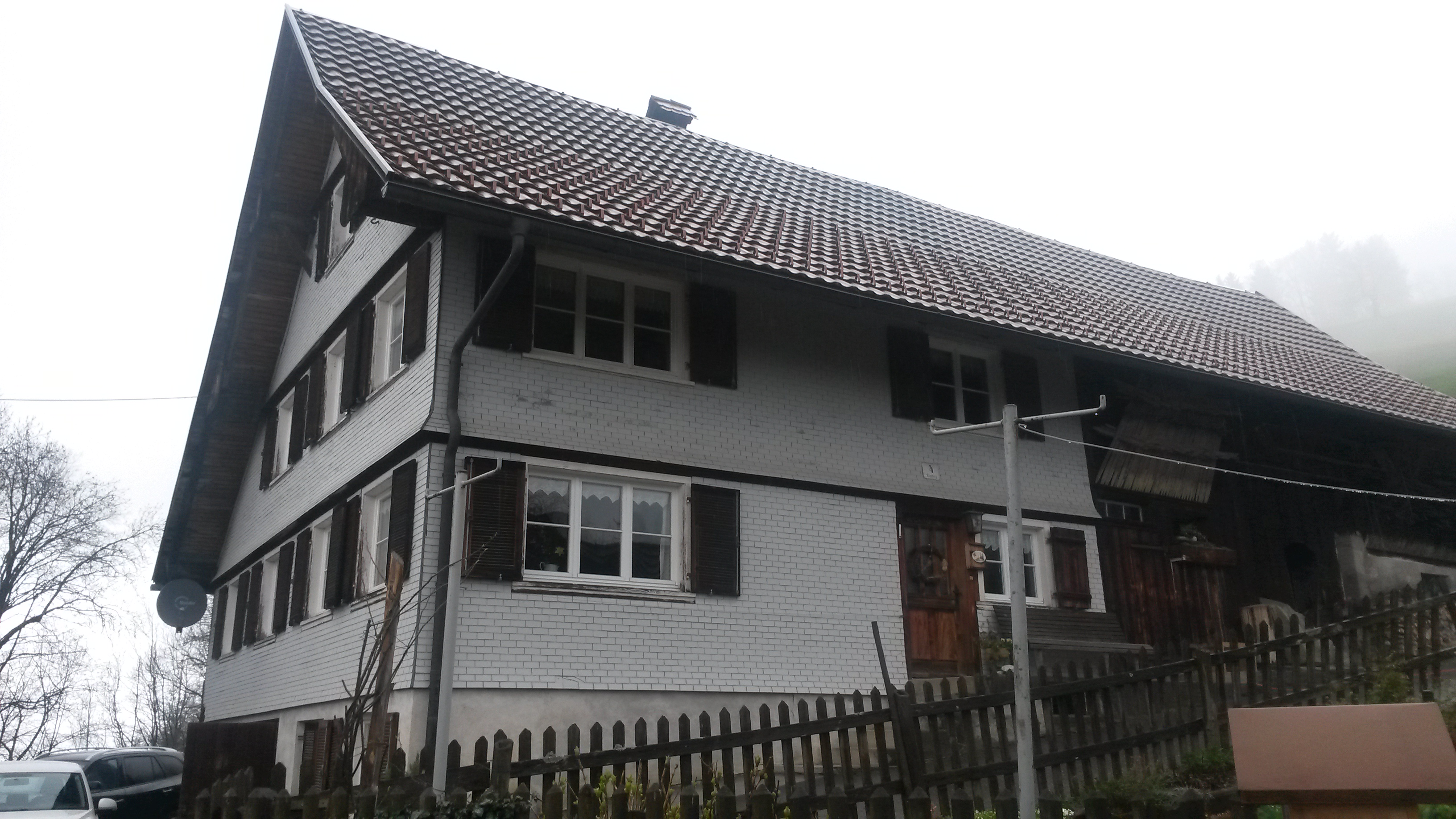
Haus Romberg Nr. 4 in der Rotte Rhomberg ob Dornbirn. Nach diesem Haus beginnt der Kreuzweg zur Kapelle

Rhomberg (566 m ü. A.) ist ein außerhalb des engeren Stadtgebiets liegender Ortsteil der Stadt Dornbirn in Vorarlberg (Österreich). Beim Rhomberg handelt es sich nicht um einen solitär stehenden Berg.

## Namensherkunft
Rhomberg wurde in früherer Zeit auch als Rauberg bzw. Raberg geschrieben. Noch heute wird in amtlichen Karten neben Rhomberg teilweise der Begriff „Rauberg“ gesetzt. Dieses Wort könnte vom mittelhochdeutschen rûch im Sinne von unwirtlich, karg abstammen. Eine gesicherte Wortherleitung liegt nicht vor.
In „Schematismus für Tirol und Vorarlberg“ und im „Provinzial-Handbuch von Tirol und Vorarlberg für das Jahr 1847“, wird die Rotte Rhomberg als eigenständiger Weiler geführt. Da bereits weitaus ältere Belege für Personen mit dem Namen „Rhomberg“ bestehen, ist davon auszugehen, dass diese Rotte bereits in früher Zeit so oder ähnlich benannt war.
Gemäß dem Dornbirn Lexikon, unter Bezugnahme auf das Vorarlberger Landesarchiv, soll die erste Erwähnung des Namens Rhomberg (Rauberg, Raberg) 1347 erfolgt sein und ist somit einer der ältesten, urkundlich belegten, Namen in Dornbirn.
Im Straßenverzeichnis wird Romberg (ohne „h“) geschrieben.
Bekannte Namensträger: siehe Rhomberg.

## Topographie, Geografie, Lage und Verkehr
Der Ortsteil liegt etwa 1,3 km Luftlinie vom Zentrum von Dornbirn entfernt und ist nur über eine Straße (über das Eulentobel) mit Kraftfahrzeugen erreichbar. Ein sehr steiler Feld- und Fußweg führt von Südwest nach Nordost vom letzten Haus (Romberg Nr. 4) zum höher gelegenen Weiler Bantling (auch Bantlig – 646 m ü. A.). Dieser Weg steigt auf etwa 185 Meter rund 62 Höhenmeter an und hat damit eine durchschnittliche Steigung von etwa 33 %.
An diesem Weg liegt die Kapelle Maria vom Siege und dahinführend ein Kreuzweg mit 14 Stationen. Südsüdöstlich des Rhombergs liegt das tief eingeschnittene Eulental (früher „Mühletal“), welches vom Bantlingergraben / Eulenbach durchflossen wird.

## Gebäude und Infrastruktur

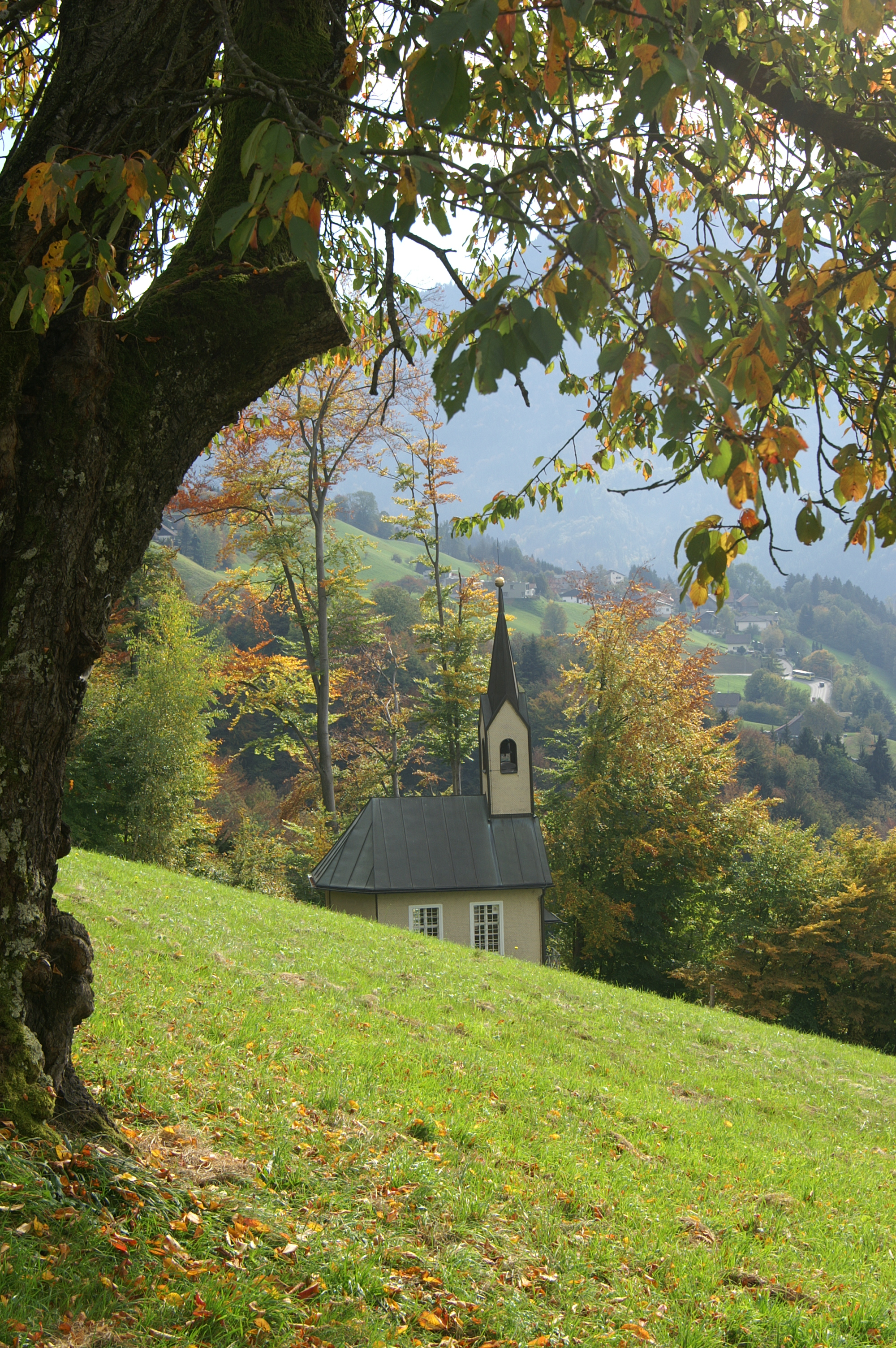
Kapelle Maria vom Siege am Rhomberg. Um 1870 erbaut. Blick vom Rhomberg auf die Bödelestrasse zum Häfenberg in Dornbirn, Oberdorf

Das Gebäude Romberg Nr. 1 ist ein Rheintalhof aus dem 19. Jahrhundert mit möglicherweise älterer Bausubstanz. Das Haus hat ein stark geknicktes Satteldach. Im Westen wurde ein etwas zurückgesetzter Wohnbau angeschlossen. Daran schließt nord-ostseitig das Haus Romberg Nr. 2 an. Es ist dies ein Neubau aus den 1980er Jahren. Daran wiederum angebaut sind Wirtschaftstrakt und Wohnteil des Hauses Romberg Nr. 3. Das Haus Romberg Nr. 4 ist ein getrennt stehender Hof in dieser Häuserzeile. Das Haus ist beim Wohntrakt mit weißen Eternitschindeln versehen, der Wirtschaftsteil hat eine Holzbeplankung bzw. ist gemauert.

## Religion
Am Rhomberg befindet sich die römisch-katholische Kapelle Maria vom Siege (Listeneintrag) welche von der Pfarre im Oberdorf (Kirche zum Hl. Sebastian) mitbetreut wird (siehe: Liste der Pfarren im Dekanat Dornbirn).
Die Kapelle wurde vom Dornbirner Bürger und bekannten Weinhändler Matthäus Thurnher (* 28. August 1792; † 11. April 1878; siehe: Johannes Thurnher) gestiftet und im Zeitraum 1875 bis 1877 gebaut. Die Baupläne für die Kapelle Rhomberg zeichnete Johann Kaspar Rick.
Auf dem Altarbild in der Kapelle am Romberg ist festgehalten: „... durch Gaben und Stiftungen und freiwillige Arbeiten der Besitzer am Rhomberg, besonders des Andreas Schmidinger, hauptsächlich durch die Opferwilligkeit des Stifters Matthäus Thurnher, wurde die gegenwärtige Kapelle 1877 erbaut und letztere von demselben mit allem ausgestattet.“ Die ursprüngliche Glocke mit der Inschrift: „Gegossen von Gebr. Graßmayr in Feldkirch, gestiftet von Mathäus Thurnher.“wurde im Jahre 1875 gegossen und musste im Zweiten Weltkrieg abgeliefert werden.

## Handwerk, Gewerbe
Aufgrund der Verkehrslage und der räumlichen Enge entstanden am Rhomberg keine besonderen Handwerksbetriebe oder Gewerbebetriebe. Noch heute dominiert die Landwirtschaft das Gebiet.